# Vayrac
 Vayrac  es una comuna y población de Francia, en la región de Mediodía-Pirineos, departamento de Lot, en el distrito de Gourdon. Es cabecera y mayor población del cantón homónimo. Está integrada en la Communauté de communes du Pays du Haut Quercy Dordogne .

## Demografía
| 1157 | 1183 | 1149 | 1190 | 1166 | 1185 |
| Para los censos de 1962 a 1999 la población legal corresponde a la población sin duplicidades (Fuente: INSEE [Consultar]) |      |      |      |      |      |